# ماريو كارت وورلد
ماريو كارت وورلد (بالإنجليزية:  Mario Kart World)‏ هو لعبة سباق كارت قادمة تم تطويرها ونشرها بواسطة نينتندو، ومن المقرر إصدارها في 5 يونيو 2025، كإحدى ألعاب الإطلاق لجهاز نينتندو سويتش 2. تضيف اللعبة عناصر العالم المفتوح والطرق الوعرة إلى سلسلة ماريو كارت.